# Balvi (novads 2009–2021)
Balvi (łot.: Balvu novads) – jeden z łotewskich novadsów, funkcjonujący w latach 2009–2021.

## Historia
Novads powstało na terenach należących przed 2009 do rejonu Balvi.
W skład novadsu wchodziło miasto Balvi oraz 10 pagastsów: Balvi, Bērzkalne, Bērzpils, Briežuciems, Krišjāņi, Kubuli, Lazduleja, Tilža, Vectilža i Vīksna. Jego stolicą zostało miasto Balvi.
Zlikwidowany w ramach reformy administracyjnej 30 czerwca 2021. Wszedł w całości w skład nowego, większego novadsu Balvi.